# Beth Harwell

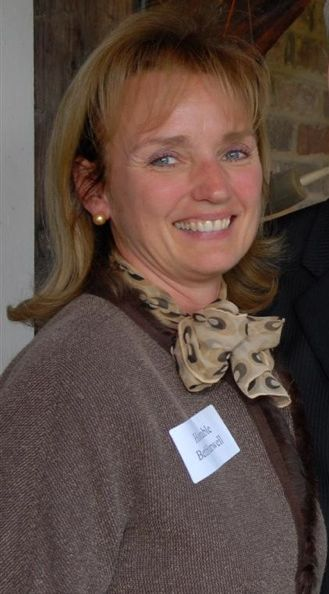
Beth Harwell

Beth Halteman Harwell (nascida em 24 de julho de 1957) é uma política norte-americana membro do Partido Republicano do Tennessee. É representante do estado, foi presidente do partido entre 2001 a 2004, e desde 2011 é presidente da câmara dos representantes do estado.
Em 2008, foi co-presidente da campanha de John McCain no estado, dando uma vitória de 56,85% no estado.